# Holger Finze-Michaelsen
Holger Finze-Michaelsen, geborener Holger Finze (* 1958 in Salzwedel) ist ein aus Deutschland stammender und in der Schweiz tätiger evangelisch-reformierter Pfarrer, Historiker und Buchautor.

## Leben
Holger Finze wuchs im ostfriesischen Leezdorf auf, studierte Evangelische Theologie in Kiel und Basel und arbeitete als Assistent im Karl Barth-Archiv in Basel an der Herausgabe der Karl Barth-Gesamtausgabe mit. An diese Tätigkeit schloss sich ab 1984 sein Verbleiben in der Schweiz an. 1995 promovierte er an der Theologischen Fakultät der Universität Bern mit einer Arbeit über die Auswanderung reformierter Pfarrer aus Graubünden ins Wolgagebiet im 18. Jahrhundert. Als Pfarrer wirkte Finze-Michaelsen mehrheitlich im Schweizer Kanton Graubünden in den Prättigauer Gemeinden St. Antönien (1985–1988) und Schiers (1988–2001), dann im Berner Oberland in Zweisimmen (2001–2010). Nach der Rückkehr nach Graubünden war er Pfarrer in Jenaz und Buchen im Prättigau (2010–2018). Neben dem Pfarramt war er publizistisch tätig, unter anderem zur Geschichte des Pietismus, insbesondere zur Verbindung der Herrnhuter Brüdergemeine nach Graubünden im 18. Jahrhundert, und zur Prättigauer Kirchenlandschaft.
Seit 2018 arbeitet Finze-Michaelsen als Buchautor vorwiegend im Bereich der Geschichte Graubündens. Von 2020 bis 2025 leitete er das von der Kulturgruppe St. Antönien gegründete und vom Kanton Graubünden und der Gemeinde Luzein geförderte Projekt «Leben mit Lawinen: Kulturarchiv und Talgeschichte St. Antönien», in dessen Rahmen von ihm drei Bücher und vier Filme entstanden. Ausserdem wirkte Finze-Michaelsen mit bei der Gründung und Gestaltung des 2022 eröffneten «Laubänähus – Haus der Lawinen» in St. Antönien.

## Familie
Holger Finze-Michaelsen ist seit 1985 verheiratet mit Wilma geb. Michaelsen, die bis 2024 reformierte Pfarrerin in Landquart war. Sie haben fünf erwachsene Kinder. Er ist wohnhaft in Zizers.

## Buchveröffentlichungen (Auswahl)

### Theologie
- Vater unser – unser Vater. Entdeckungen im Gebet Jesu (= Biblisch-theologische Schwerpunkte. 24). Vandenhoeck und Ruprecht, Göttingen 2004, ISBN 3-525-61581-7.
- Ohne Liebe – nichts. Roter Faden für das Leben (1. Korinther 13). Theologischer Verlag TVZ,  Zürich 2011, ISBN 978-3-290-17596-2.

### Architektur
- mit Klaus Völlmin: Alte Kirchen im Simmental und Saanenland. Ein Kirchenführer für Entdeckungsreisende. Kopp, Zweisimmen 2008, ISBN 978-3-9522412-2-6.
- 6. Dezember 1862: als Zweisimmen brannte. Zerstörung und Wiederaufbau eines Dorfes im Simmental. Kopp, Zweisimmen 2007, ISBN 978-3-9522412-1-9.

### Geschichte
- Von Graubünden an die Wolga. Pfarrer Johannes Baptista Cattaneo (1745-1831) und seine Zeit. Verlag Bündner Monatsblatt, Chur 1992, ISBN 3-905241-27-7.
- als Herausgeber: David Cranz: Reise durch Graubünden im Jahre 1757. Ein Zeugnis aus der Geschichte der Herrnhuter in der Schweiz. Theologischer Verlag TVZ, Zürich 1996, ISBN 3-290-17151-5.
- Pioniergeist im Prättigau. Luzius Pol 1754–1828. Buchdruckerei Schiers, Schiers 2004, ISBN 3-9522963-1-7.
- Grauer Novembermorgen. Die Geschichte eines Mordes im Prättigau. Somedia-Buchverlag, Glarus/Chur 2015, ISBN 978-3-906064-45-1.
- reformiert im prättigau. gemeinden – gestalten – kirchen – geschichte. Somedia-Buchverlag, Glarus/Chur 2017, ISBN 978-3-906064-85-7.
- Die Geschichte der St. Antönier Lawinen. Schiers 1988; 2., veränderte Aufl.: Landquart 2020, ISBN 978-3-033-08111-6.
- Die Tochter des Wasenmeisters. Geschichte einer Hinrichtung in Graubünden. Somedia-Buchverlag, Glarus/Chur 2021, ISBN 978-3-907095-32-4.
- Hexenjagd im Prättigau. Als an der Landquart die Scheiterhaufen brannten. Glarus/Chur 2022, ISBN 978-3-907095-53-9.
- In diesem wilden Tal. Geschichten aus der Geschichte von St. Antönien [Bd. 1]. Somedia-Buchverlag, Ennenda/Chur 2022, ISBN 978-3-907095-57-7.
- Das Tal an der Grenze. Geschichten aus der Geschichte von St. Antönien [Bd. 2]. Somedia-Buchverlag, Ennenda/Chur 2024, ISBN 978-3-907095-86-7.

### Weitere Werke
- Vier Filme von 2022 in der Reihe «St. Antönien – Mit Lawinen leben»: «Die St. Antönier Lawinenverbauungen», «Das Lawinenunglück vom 20. Januar 1951», «Das Lawinenunglück vom 5. Dezember 1964» und «Familie Engel auf dem Hof Zug» (Leben in der «roten Zone»), Dauer jeweils ca. 15 Min., Dauervorführung im «Laubänähus – Haus der Lawinen» St. Antönien[4]
- Text zur Kantate «Aufbrechen und Ankommen – Die Walser im Prättigau», Komposition Simon Bühler, uraufgeführt am 24. Mai 2025 vom Chor der Evangelischen Mittelschule Schiers (EMS Schiers) unter der Leitung von Martin Zimmermann[5]